# Kokkino Nero Melivias
Kokkino Nero Melivias (griechisch Κόκκινο Νερό Μελιβοίας (n. sg.)) ist ein kleiner Küstenort der Gemeinde Agia in der griechischen Region Thessalien.

## Geographie
Kokkino Nero Melivias liegt am Fuß des Berges Kissavos am Ostufer des Golfs von Therma. Der Name Kokkino Nero (Κόκκινο Νερό ‚Rotes Wasser‘) kommt von einer Quelle in der Nähe des Ortes. Das Wasser verdankt seine Farbe Mineralsalzen und wird vor Ort als Heilwasser getrunken.
Daneben gibt es einige Kies- und Sandstrände, sehenswerte Felsformationen und Felshöhlen, sowie den Wasserfall Kataraktis Kalypso (Καταρράκτης Καλυψώς) oberhalb des Ortes.
Die nächstgelegenen Orte sind Platia Ammos (Πλατειά Άμμος) im Nordosten und Koutsoupia (Κουτσουπιά) im Süden.
Nordwestlich des Ortes liegt die gleichnamige Siedlung Kokkino Nero.

## Geschichte
Der Ort wurde 1971 offiziell als Siedlung der damaligen Gemeinde Melivia anerkannt. Durch das Kallikratis-Programm kam der Ort zur Ortsgemeinschaft Melivia, die Teil der Gemeinde Agia ist. Laut der Volkszählung von 2011 wurden 15 Einwohner gezählt.